# Ministrstvo za pomorstvo, promet in infrastrukturo Republike Hrvaške
Ministrstvo za pomorstvo, promet in infrastrukturo Republike Hrvaške (hrvaško: Ministarstvo mora, prometa in infrastrukture, kratica MPPI RH) je ministrstvo v hrvaški vladi.

## Vloga
Ministrstvo za pomorstvo, promet in infrastrukturo se ukvarja z upravnimi in drugimi nalogami, povezanimi s pomorstvom, infrastrukturo in prometom na ozemlju republike Hrvaške:
- Ukrepi za zaščito Jadranskega morja, otokov in obalnih regij ter njihov trajnostni razvoj, vključno z vzpostavitvijo integriranega sistema za načrtovanje, upravljanje in financiranje razvojnih projektov, prometa, komunalne in socialne infrastrukture, analizo in upravljanje morskih virov,  obalnih zemljišč in drugih naravnih virov.

- Nadzor nad poslovnimi koncesijami za domači in mednarodni pomorski, ladijski, cestni, železniški, zračni, poštni in telekomunikacijski ter rečni promet ter njihovo infrastrukturo;

- Morska pristanišča, pomorsko območje in vzpostavljanje pomorskih meja, pomorsko zavarovanje in pomorske agencije;

- Vozila, razen tistih dejavnosti, ki spadajo v pristojnost drugih ministrstev;

- Sprejetje zakonodaje o koncesijah za storitve v javnih telekomunikacijah;

- Prenos in distribucija radijskih ali TV programov;

- Mednarodno usklajevanje uporabe radijskih frekvenc, uporaba radijskih frekvenc;

- Varnost plovbe na morju, notranji in mednarodni cestni promet ter cestne operacije, razen s področja Ministrstva za notranje zadeve, železniška varnost, varnost zračne plovbe, varnost plovbe po celinskih plovnih poteh, telekomunikacije in pošta, notranji in mednarodni poštni in telekomunikacijski promet in  spremljanje radijskih frekvenc;

- Organizacija strateških infrastrukturnih projektov in investicijskih programov posebnega pomena za Republiko Hrvaško;

- Organizacija večjih infrastrukturnih investicijskih projektov v gradnjo objektov in opreme za upravljanje z vodami prometne infrastrukture, razen za obnovo in vzdrževanje, ter drugih pomembnih infrastrukturnih del, pomembnih za trajnostni razvoj Hrvaške, ki se v celoti ali v veliki meri financirajo z državnimi sredstvi, in  usklajuje dejavnosti drugih subjektov pri gradnji tovrstnih objektov ter spremlja in nadzoruje naložbe ter opravlja strokovne naloge, povezane z uvajanjem, usklajevanjem in spremljanjem nekaterih zakonov in predpisov, ki urejajo razvoj otoških in obalnih regij.

Ministrstvo je odgovorno tudi za vodenje evidenc in statistik v zvezi z morjem, prometom in infrastrukturo, informacijskim sistemom ter za izobraževanje in usposabljanje uradnikov ministrstva. Letalske nesreče preiskuje oddelek za nesreče ministrstva za pomorstvo, promet in infrastrukturo.